# Carlos Forbs
Carlos Roberto Forbs Borges, född 19 mars 2004 i Sintra, är en portugisisk fotbollsspelare som spelar för AFC Ajax.

## Karriär
Carlos Forbs inledde sin karriär i den portugisiska klubben NADCC Sintra. Efter en kort period i Sporting Lissabons akademilag flyttade han till den engelska klubben Manchester City.

### Ajax
Den 2 augusti 2023 köpte den holländska storklubben Ajax Carlos Forbs från Manchester City för en rapporterad summa av 14 miljoner euro som kan stiga till 19 miljoner euro. Hans debut för klubben kom den 12 augusti 2023 då han kom in som avbytare mot Heracles Almelo i den 89 minuten. Ajax vann matchen 4-1.  Han gjorde sitt seniormål mot N.E.C Nijmegen i den 88 minuten. Matchen slutade 2-1 till Ajax.